# Georges Auric
Georges Auric (1899-1983) là nhà soạn nhạc, nhà phê bình âm nhạc người Pháp.

## Cuộc đời và sự nghiệp
Thoạt đầu Georges Auric học nhạc tại Nhạc viện Montpellier, sau học tại Nhạc viện Paris. Tiếp theo, ông học sáng tác ở Vincent d'Indy và Albert Roussel tại Schola Cantorum. Ngay từ năm 1914, tác phẩm của Auric đã được trình diễn trong các buổi hòa nhạc. Trong thập niên 1920, Auric đã sáng tác các tác phẩm cho đoàn ballet của Sergei Diaghilev và hoạt động phê bình âm nhạc. Là Tổng quản của Nhà hát opera Paris và opera hài Paris trong các năm 1962-1968.

## Các tác phẩm
Georges Auric đã viết các vở opera, ballet, nhạc cho phim, những tác phẩm cho dàn nhạc giao hưởng, các bản sonata cho piano và các ca khúc.